# Кришталева бухта
Криштале́ва бухта (крим. Büllür körfezi) — фактично неіснуюча бухта, оскільки правий мис зрізаний, а вся бухта забудована бетонними спорудами міського пляжу «Мис Кришталевий», який охоплює весь берег бухти і мис. Входить до переліку Севастопольських бухт. Розташована між Артилерійською (праворуч) і Олександрівською (ліворуч) бухтами. З Кришталевого мису можна бачити 55-ти метровий обеліск місту-герою, який є стилізованою композицією багнета і вітрила, що символізують єднання армії і флоту.